# Portada/efemèride octubre 28
Apel·les Mestres
« 27 d'octubre · 28 d'octubre · 29 d'octubre »